# Jacob Anton Albert Bosch
Jacob Anton Albert Bosch ('s-Hertogenbosch, 14 maart 1855 - Den Haag, 24 februari 1937) was een Nederlands jurist en vicepresident van de Hoge Raad der Nederlanden.
Bosch was zoon van de lakmoesfabrikant Hendrik Willem Bosch en diens vrouw Wilhelmina Vermeulen. Hij studeerde rechten aan de Universiteit Leiden van 1873 tot 1880; op 2 april 1880 promoveerde hij daar op Opmerkingen naar aanleiding van art. 1198 B.W.. Na zijn promotie werd hij advocaat in zijn geboortestad 's-Hertogenbosch. Op 8 januari 1885 trouwde hij aldaar met Maria Walburgis Nicolaia barones van Hugenpoth tot den Beerenclaauw, dochter van wijlen mr. Jean Baptist van Hugenpoth tot den Beerenclauw, raadsheer bij het Gerechtshof 's-Hertogenbosch. In 1890 werd Bosch benoemd tot rechter bij de Rechtbank 's-Hertogenbosch; tien jaar later, in 1900, tot raadsheer in het Gerechtshof 's-Hertogenbosch.
Op 13 november 1908 werd Bosch door de Hoge Raad als eerste aanbevolen voor benoeming tot raadsheer ter vervulling van een vacature die was ontstaan door het pensioen van de president Focco Bernardus Coninck Liefsting. De Tweede Kamer plaatste echter Bernard Loder op de eerste plaats van de voordracht en Bosch als tweede; de minister nam deze keuze over en benoemde Loder. Op 10 februari 1909 plaatste de Hoge Raad Bosch andermaal als eerste op de aanbeveling, ditmaal ter vervulling van de vacature die was ontstaan door het pensioen van vicepresident Feith en de benoeming van Adriën Telders tot vicepresident. De Tweede Kamer nam Bosch' plaatsing bovenaan nu wel over op de voordracht en de benoeming volgde op 6 maart 1909. Op 6 juni 1923 werd Bosch benoemd tot vicepresident van de Hoge Raad, vanwege het overlijden van Seerp Gratama. Op zijn eigen verzoek werd Bosch op 1 mei 1928 ontslag verleend; hij werd opgevolgd als vicepresident door Carl Otto Segers. In 1920-1921 was hij voorzitter van de Nederlandse Juristen-Vereniging. Bosch overleed in zijn woonplaats Den Haag op 24 februari 1937.